# Ab intestato
Ab intestato è un'espressione latina utilizzata soprattutto nel campo del diritto civile. Una "successio ab intestato" indica una successione a causa di morte senza testamento. Letteralmente significa successione da chi non ha fatto testamento (provenienza); di conseguenza, quando si desidera indicare una persona che è deceduta senza testamento, l'espressione corretta è "deceduto intestato" e non "deceduto ab intestato".